# Centro de Convenciones de Ponce
El Centro de Convenciones de Ponce o bien el Complejo Ferial de Puerto Rico es un pabellón deportivo y centro de convenciones de 3000 asientos en Ponce, Puerto Rico. Está destinado a ser utilizado principalmente para ferias, convenciones y eventos deportivos. Abrió sus puertas en junio de 2012. Una de las primeras actividades de pre-inauguración fue un conjunto de peleas de boxeo olímpico, su inauguración oficial se estableció posteriormente para septiembre de 2012, Sin embargo, su inauguración oficial tuvo lugar el 11 de octubre de ese mismo año. El centro fue construido para servir a los locales, así como el mercado de los negocios internacionales. El Centro de Convenciones de Ponce recibe su nombre oficial en honor del exalcalde de Ponce Juan H. Cintrón García.